# Gore-Tex

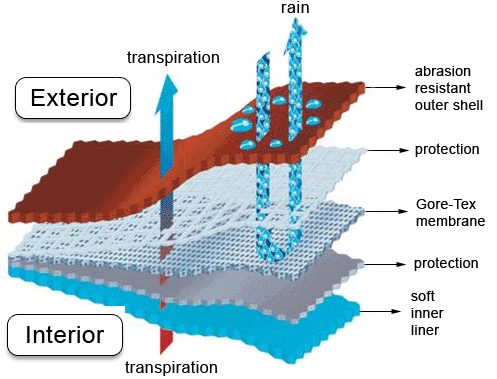
Composición esquemática del Gore-Tex para ropa de exterior.

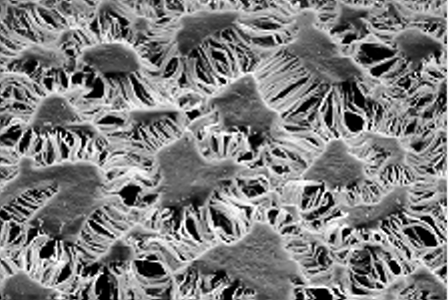
Membrana Gore-Tex bajo un microscopio electrónico. Tamaño aproximado de las islas 10µm.

Gore-Tex es el nombre comercial (marca registrada) con el que se conoce popularmente a un tipo de textiles especiales de tipo «membrana», ampliamente utilizados en la confección de ropa deportiva para actividades al aire libre. Su principal ventaja es el hecho de combinar una gran ligereza, una alta impermeabilidad, que protege de los efectos del agua, el viento y el frío, y una eficiente transpirabilidad que facilita la evacuación de la humedad corporal resultante del ejercicio físico. Estas condiciones lo convierten en un material para ser utilizado en prendas destinadas a la práctica de deportes al aire libre y en especial a los de montaña.
El nombre tiene su origen en la marca registrada Gore-Tex del fabricante W. L. Gore & Associates, uno de los primeros en comercializar este tipo de prendas, y se utiliza popularmente para diseñar todas las prendas confeccionadas con tejidos de similares características aun cuando no sean exactamente iguales y otros fabricantes posean sus propias marcas registradas equivalentes.   
Ese mismo material de politetrafluoroetileno expandido (ePTFE) existe en otras marcas, por lo cual, se puede acceder a la misma tecnología con menor precio. Para ello, se ha de tener en cuenta que tenga más de 15.000 mm de columna de agua según el test Schmmerber, para proporcionar igual impermeabilidad. La transpirabilidad suele ser más o menos acorde con la impermeabilidad. 
Se utiliza también en cirugía vascular para suplir tejido venoso o arterial.
En aeronáutica se emplea como recubrimiento de los cables, dado que tiene un peso mucho menor que el aislante plástico tradicional.
En la música, se utiliza para recubrir el último entorchado metálico de las cuerdas, evitando el desgaste por humedad o por la salinidad producida por el sudor de los dedos del instrumentista, aumentando así la vida útil de la cuerda. Se utiliza también para realizar el fol de las gaitas, este material es lo más parecido al cuero (que se usaba antiguamente) ya que permite, por transpiración, que se seque el interior del fol después de su uso, evitando el daño que la humedad en el interior del fol produciría sobre la madera del instrumento después de su uso (debido al aliento y restos de saliva).
La empresa Samsung en su teléfono móvil S7 (2016) incorpora la membrana al micrófono y altavoz.
Para su utilización es necesario disponer de licencias otorgadas por Gore.

## Schmerber
El Schmerber es una unidad de medida para la impermeabilidad de un textil que debe su nombre al industrial textil Charles-Édouard Schmerber (1894-1958), quien lo definió y creó las herramientas para medirlo. Hoy en día, está definido en la norma EN 208111 y la norma ISO 8112.
1 Schmerber = 1 mm de columna de agua = 10 Pa = 0,1 mbar.
Bajo la lluvia, la presión que ejerce el agua sobre una prenda puede alcanzar valores que oscilan entre 13.000 Pa y 20.000 Pa (0,13 a 0,20 bar). Para permanecer en el campo textil, esto corresponde a una presión de 1300 a 2000 Schmerber.